# Dropull

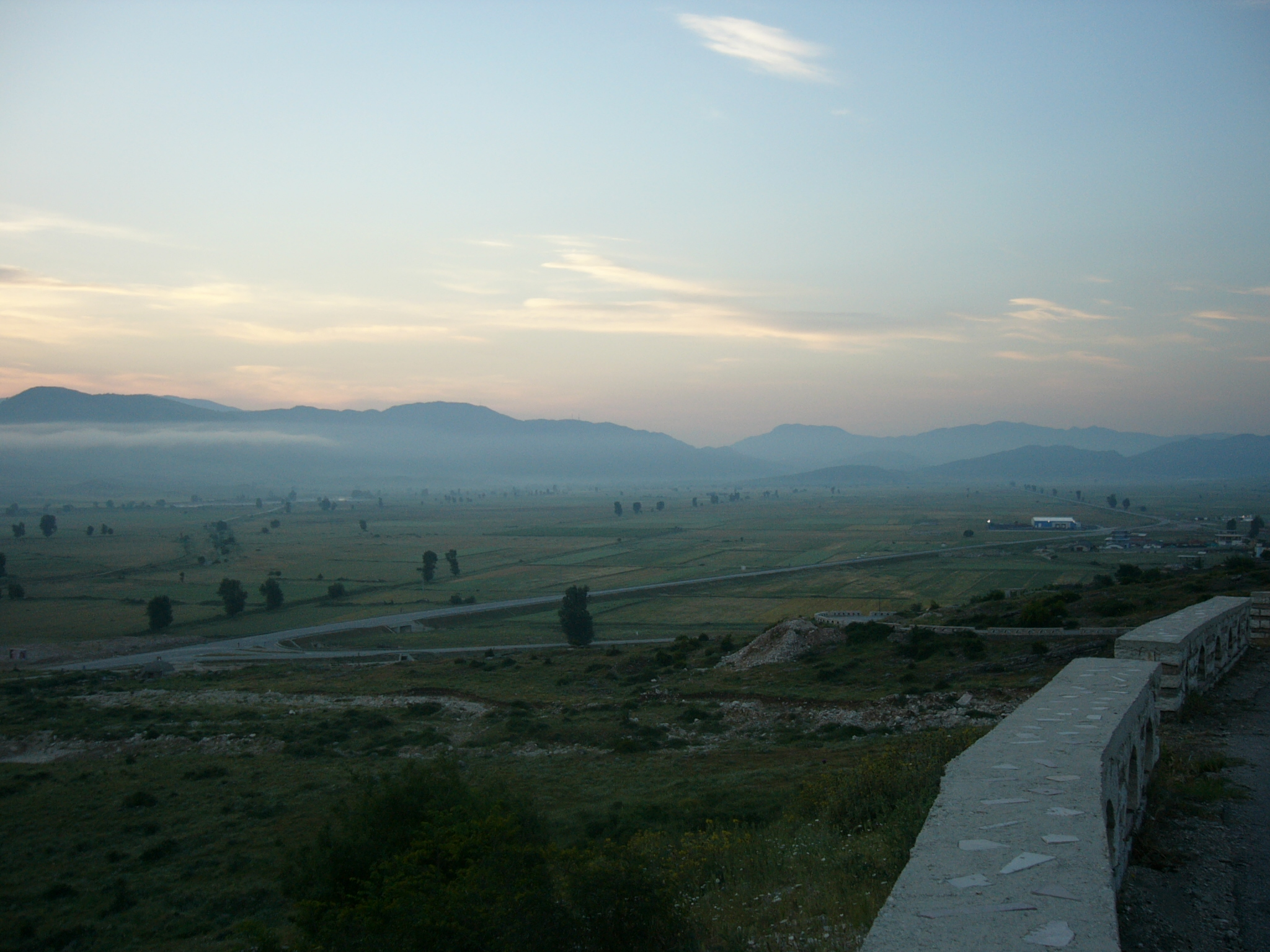
Morgendämmerung im Dropull bei Jorgucat

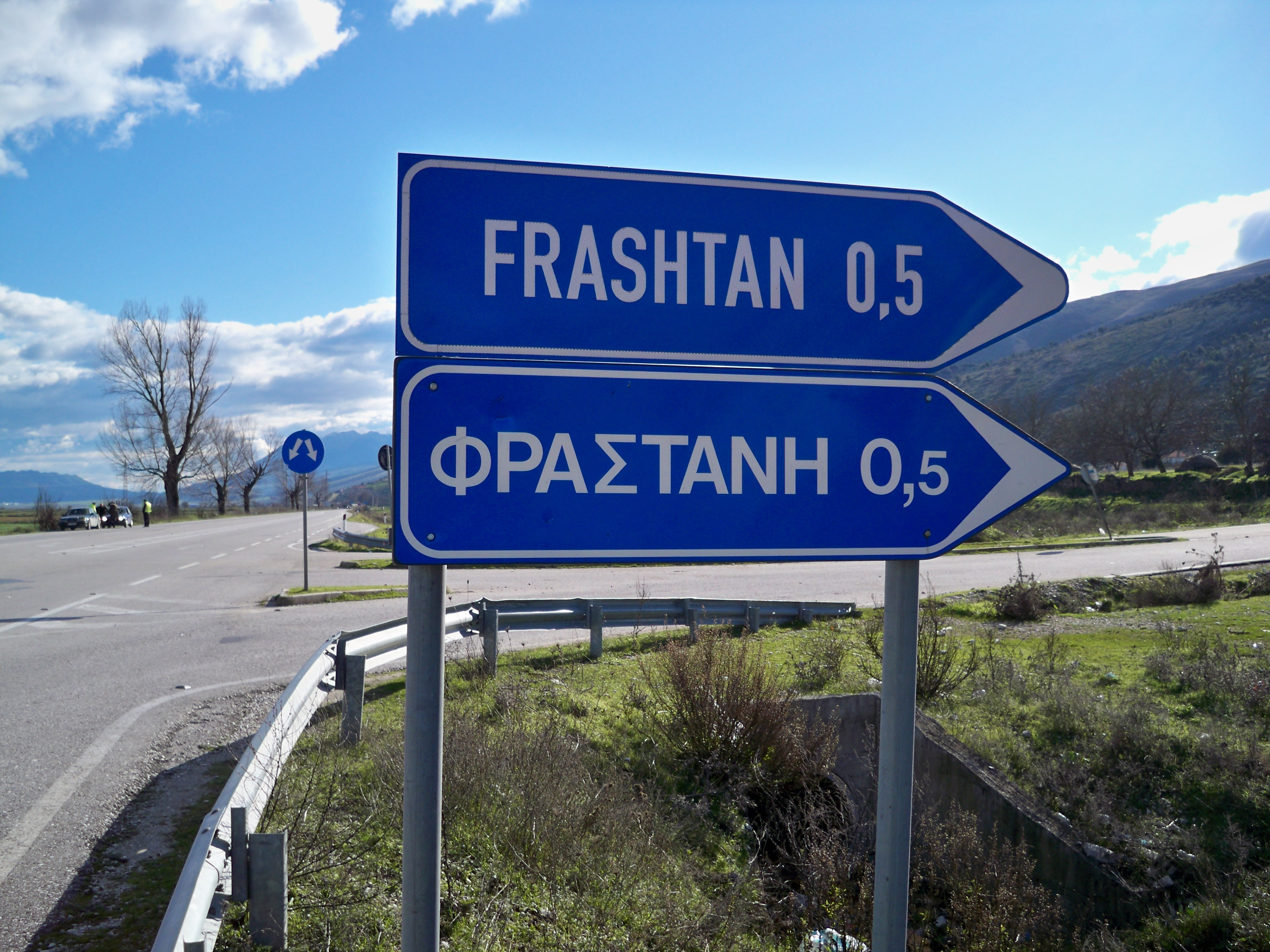
Zweisprachiges Verkehrsschild bei Frashtan in Dropull

Dropull (albanisch unbestimmt, bestimmt: Dropulli; griechisch Δρόπολις Drópolis) ist eine Region im Kreis Gjirokastra im Süden Albaniens. Es handelt sich um das breite Tal des Drino, das sich als Ebene von der griechischen Grenze bis nördlich von Gjirokastra erstreckt. 
Die 2015 geschaffene Gemeinde Dropull umfasst die von der griechischen Minderheit bewohnten Dörfer, auch die im Pogon-Tal und im Tal des Kselos. Zuvor gab es im südlichen Dropull zwei Gemeinden: Dropull i Sipërm (Oberer Dropull) und Dropull i Poshtëm (Unterer Dropull). Zu den von Griechen bewohnten Dörfern im Drino-Tal zählen unter anderem Derviçan, Glina, Jorgucat, Sofratika, Dhuvjan, Frashtan, Kakavija, Bularat, Bodrishta und Vodhina.
Dropull i Sipërm verzeichnet 3424 Einwohner, in Dropull i Poshtëm waren es 4395 Einwohner (Volkszählung 2023).

## Geschichte
Bei Sofratika zeugen die Ruinen des Theaters von Hadrianopolis von einer bedeutenden griechisch-römischen Stadt mitten in der Ebene, die nach dem römischen Kaiser Hadrian benannt wurde. Während des 6. Jahrhunderts verlegte der byzantinische Kaiser Justinian I. die Siedlung zum heutigen Dorf Peshkëp im südöstlichen Dropull, um an einem geeigneteren Ort eine befestigte Stadt gegen die Invasion der Barbaren zu errichten. In byzantinischen Quelle wird diese auch Ioustinianoupolis genannt. Noch heute sind Ruinen, Teile des Aquädukts und Reste von Kirchen zu sehen. Im 11. Jahrhundert wurde der Ort Dryinoupolis genannt. Es wird angenommen, dass sich dieser Name vom alten oder vom nahen Fluss Drino ableitet. Seit dem 5. Jahrhundert war der Ort auch ein Bischofssitz.
Aufgrund schlechter wirtschaftlicher Lage der Region wanderten viele Bewohner in die Vereinigten Staaten von Amerika aus.